# عبد العزيز بن منصور
العزيز بن المنصور بن الناصر ملك حمادي حكم خلفا لأخيه باديس، كان له غزوات على إفريقية و قلعة بني حماد و ازدهرت البلاد في عهده.

## حياته قبل الحكم و توليه
وُلد عبد العزيز في يوم 7 جمادى الأولى أو الثانية 481هـ / 29 جويلية أو 28 أوت 1088، و هو نفس يوم تولي والده منصور بن الناصر و بسبب هذه الصدفة الجميلة حصل على لقب الميمون، و أصبح والي الجزائر في عهد أبيه و لكن بعد أن تسلم أخوه باديس بن منصور الحكم سنة سنة 498هـ / جانفي 1105 قام بعزله عن منصبه و نفيه إلى جيجل.
و لكن بعد أن توفي باديس، أسرع القائد علي بن حمدون و دعا عبد العزيز من منفاه، و أعلنه أمير الدولة الحمادية، و بهذا تسلم عبد العزيز الحكم يوم 13 ذو القعدة 498هـ / 27 جويلية 1105 و عمره 17 عام و لقب نفسه "العزيز بالله"، كان العزيز على عكس أخيه حاكما جيدا يحب الإنصات لمناقشات الفقهاء، و كان حسن الخلق متعدل الطريقة، و بدأ عهده بعقد صلح مع زناتة و الزواج من إحدى بنات زعيمهم ماخوخ، و قد راسل العزيز أغلب ملوك زمانه و سالمهم فكانت أغلب أيامه أعيادا لحسنها و جمالها، كما أنه هجر القلعة و استوطن بجاية نهائيا.

## عهده

### الزواج من بدر الدجى
في يوم 1 محرم 509هـ / 27 ماي 1115، عقد أمير إفريقية يحيى بن تميم نكاح عبد العزيز على ابنته بدر الدجى و جهزها إليه ، ثم تم الزواج و الدخلة.

### مرور ابن تومرت من الدولة الحمادية
بعد رحيله من تونس توجه ابن تومرت إلى قسنطينة، و كان واليها سبع بن العزيز، فألقى فيها بعض الدروس و ذكر الجاهلين بقواعد الشريعة ثم توجه إلى بجاية سنة 512هـ / 1118. و قد اختلفت الروايات حول إقامة ابن تومرت في المهدية.
حسب البيذق، نزل المهدي عند وصوله في مسجد الريحانة، فحرم ارتداء النعال ذات السّيور المذهبة و التعمم بعامات الجاهلية و نهى الرجال عن التزين بزينة النساء و ارتداء الفتوحيّات (نوعية من الجلاليب)، و في شهر رمضان تردد عليه بعض الفقهاء، و في عيد الفطر ضرب الرجال و النساء المختلطين في الشارع و شتت شملهم، فحذره أبناء العزيز من ردود الفعل العامة. فرحل الإمامة إلى ملّالة حيث بنى له أبناء العزيز مسجدا فتوافد عليه الطلاب من كل حدب و صوب، و بعد انتهاء الدرس كان يجلس في مفترق الطرقات تحت "خرّوب العجوز" و يذكر الله. و ذات يوم دخل إلى بجاية، فعندما وصل إلى باب البحر سكب الخمر الذي يباع هناك على الأرض فضربه عبيد سبع بن العزيز و رجع بعد ذلك إلى المسجد، و بعد ذلك التقى ابن تومرت بعبد المؤمن بن علي في ملالة ثم رحلا إلى المغرب الأقصى.
حسب ابن القطان، لقي ابن تومرت في بجاية بعض الشبان المرتدين لأزياء النساء من الضفائر و الأضراس والزينة الذين أثاروا إعجاب فاسدي الأخلاق، فوضع حدا لهذا المنكر. و في أحد الأعياد رأى الرجال مختلطين بالنساء و الأطفال و هم مرتدون أفخر الملابس و عيونهم مكحلة فانهال عليهم بالضرب و وصل الأمر للشجار و تجريد النساء من مجوهراتهم، عندما علم العزيز بذلك أرسل بعض الطلبة ليكلموا "فقيه السوس" الذي تسبب في هذا الحادث، فاجتمعوا في بيت أحدهم و أحضروا الطعام و الشراب ثم أرسلوا أحد زملائهم ليجلب الفقيه من المسجد الذي يصلي فيه فرفض، فكلمه عمر بن فلفول الذي استماله بالحسنى و حاول إقناعه بالتوقف عن تغيير المنكر، و انتهت المناظرة و هزم ابن تومرت معارضيه.
و هناك الكثير من الشهادات الأخرى، أكد المراكشي أن أهل بجاية قبلوا نصائح ابن تومرت، لكن عبد العزيز قام بطرده. و ذكر الزركشي أن ابن تومرت كان يجلس بصخرة في الطريق قريبا من ملالة، و ذكر ابن خلدون أن ابن تومرت لاحظ البذخ الذي يعيشه الأمير عبد العزيز فوجه إيه و إلى ضباطه تحذيرا شديد اللهجة، و ذات يوم كان يتجول في الشارع فسائته بعض الأفعال، فكسر أواني الخمر و آلات الملاهي، فاغتاظ السلطان و جمع وزرائه ليروا في شأنه، فهرب ابن تومرت و لجأ لدى قبيلة بنو ورياغل الصنهاجية العديدة فطالبهم العزيز بتسليمه لكنهم رفضوا.

### الحملة على إفريقية
في زمن غير معروف حاصر العزيز جزيرة جربة، و أخضعها مؤقتا، و في سنة 514هـ / 1120 حاصر العزيز مدينة تونس المحكومة من بنو خراسان و أجبر أميرها أحمد بن عبد العزيز على مبايعة الحماديين.
و في سنة 522هـ / 1128 أرسل العزيز غارة أو قوة إستطلاعية بقيادة ابن المهلب إلى المهدية، فوصل ثم انسحب. (غير منطقي من الناحية الزمنية)

### الحملة على قلعة بني حماد
بعد انتهائه من إفريقية كرس العزيز جهوده لمواجهة الأعراب الذين عاثوا فسادا في منطقة قلعة بنو حماد، و قد نجحت حامية القلعة في حمايتها و في إبعاد العرب و طردهم، فأرسل العزيز جيشا بقيادة ابنه يحيى و قائده علي بن حمدون، فتمكن الجيش من هزيمة العرب و ارجاع الأمور إلى نصابها، فطلب الأعراب العفو و المغفرة فسامحهم يحيى ثم عاد مع الجيش إلى بجاية.

### الحملة على باجة
كان بروغسن بن أبي علي الصنهاجي نسيب العزيز و ضابطا في جيشه، و دخلا في معركة من بنو هلال و انتصرا فيها، لكن بروغسن نسب النصر كاملا لنفسه و ادعى أن السلطان تخاذل في الحرب، فتأثر العزيز بذلك، و بنصيحة زوجته أخت العزيز غادر بروغسن إلى باجة فاستقبله شيخها و عينه على قلعة زرعة، تولى بروغسن شؤون هذه القلعة و كان له الكثير من الأعمال، لكن العزيز لم ينساه و أرسل له جيشا بقيادة القائد غيلاس الذي ألقى عليه القبض غدرا ثم قتله بعد ذلك بمدة طويلة.

## وفاته
زمن وفاة العزيز مختلف فيه، فيقال أنه توفي سنة 515هـ / 1121، و يقال أنه توفي سنة 518هـ / 1124، و على العموم خلفه ابنه يحيى.

## مراج
1. 1 2 3 4 5 6 7 8 9 10 11 12 13 14 15 16 17 18 19 20 21 22 23 24  ادريس، الهادي روجي (1992). الدولة الصنهاجية تاريخ إفريقية في عهد بني زيري من القرن 10 إلى القرن 12م. المترجم: حمادي الساحلي (ط. 1). دار الغرب الإسلامي. ج. 1. ص. 276، 331، 362، 382-383، 387-390، 390.
2. 1 2 3 4 5 6 7 8 9 10 11 12 13 14 15 16  عبد الحليم عويس. دولة بني حماد: صفحة رائعة من التاريخ الجزائري. دار الصحوة. ص. 148–153.
3. ↑  خير الدين. الأعلام - ج 4 : عبد السلام بن الحسين - علي بن محمد. IslamKotob. مؤرشف من الأصل في 2022-04-25.
4. 1 2 3 4 5 6 7 8 9 10 11 12 13 14 15 16 17 18  بورويبة، رشيد (1977). الدولة الحمادية تاريخها وحضارتها. الجزائر: ديوان المطبوعات الجامعية. ص. 80–91.
5. 1 2 3 4 5 6 7 8 9 10 11  ابن خلدون. ديوان المبتدأ والخبر في تاريخ العرب والبربر ومن عاصرهم من ذوي الشأن الأكبر. ص. 234–235. مؤرشف من الأصل في 2025-07-08.
6. ↑  علاونة، (1 يناير 2002). نظرات في كتاب الأعلام. Islamic Books. مؤرشف من الأصل في 2022-04-25.
7. 1 2 3  ابن عذاري. البيان المغرب في اختصار أخبار ملوك الأندلس والمغرب. ج. 1. ص. 333, 338, 343.
8. ↑  Ta'rīẖ: 1: al-Ğuz' al-awwal min Ta'rīẖ. al-Maṭbaʿah al-Wahabīyah. 1868. مؤرشف من الأصل في 2022-04-24.
9. 1 2  أبي حفص عمر بن مظفر/ابن الوردي (1 يناير 1996). تاريخ ابن الوردي 1-2 وهو مختصر تاريخ ابي الفداء ج1. Dar Al Kotob Al Ilmiyah دار الكتب العلمية. ISBN:978-2-7451-0447-2. مؤرشف من الأصل في 2022-04-24.